# Estat coherent

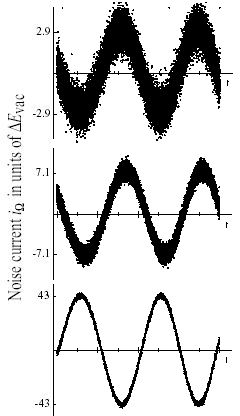
Figura 1: El camp elèctric, mesurat per detecció òptica d'homodina, en funció de la fase per a tres estats coherents emesos per un làser Nd:YAG. La quantitat de soroll quàntic en el camp elèctric és completament independent de la fase. A mesura que augmenta la intensitat del camp, és a dir, l'amplitud d'oscil·lació α de l'estat coherent, el soroll quàntic o la incertesa és constant a 1/2 i, per tant, es torna cada cop menys significatiu. En el límit del camp gran, l'estat es converteix en una bona aproximació d'una ona clàssica estable i silenciosa. Els nombres de fotons mitjans dels tres estats de dalt a baix són n =4,2, 25,2, 924,5

En física, específicament en mecànica quàntica, un estat coherent és l'estat quàntic específic de l'oscil·lador harmònic quàntic, sovint descrit com un estat que té una dinàmica que s'assembla més al comportament oscil·latori d'un oscil·lador harmònic clàssic. Va ser el primer exemple de dinàmica quàntica quan Erwin Schrödinger la va derivar el 1926, mentre buscava solucions de l'equació de Schrödinger que satisfacin el principi de correspondència. L'oscil·lador harmònic quàntic (i, per tant, els estats coherents) sorgeixen en la teoria quàntica d'una àmplia gamma de sistemes físics. Per exemple, un estat coherent descriu el moviment oscil·lant d'una partícula confinada en un pou de potencial quadràtic (per a una referència primerenca, vegeu el llibre de Schiff). L'estat coherent descriu un estat en un sistema per al qual el paquet d'ona d'estat fonamental està desplaçat de l'origen del sistema. Aquest estat es pot relacionar amb les solucions clàssiques mitjançant una partícula que oscil·la amb una amplitud equivalent al desplaçament.
Aquests estats, expressats com a vectors propis de l'operador de reducció i formant una família sobrecompleta, es van introduir en els primers articles de John R. Klauder, per exemple. En la teoria quàntica de la llum (electrodinàmica quàntica) i altres teories de camp quàntics bosònics, els estats coherents van ser introduïts pel treball de Roy J. Glauber el 1963 i també es coneixen com a estats de Glauber .
El concepte d'estats coherents ha estat considerablement abstrait; s'ha convertit en un tema important en física matemàtica i en matemàtiques aplicades, amb aplicacions que van des de la quantificació fins al processament de senyals i el processament d'imatges (veure Estats coherents en física matemàtica). Per aquesta raó, els estats coherents associats a l'oscil·lador harmònic quàntic de vegades s'anomenen estats coherents canònics (CCS), estats coherents estàndard, estats gaussians o estats d'oscil·lador.
En òptica quàntica l'estat coherent es refereix a un estat del camp electromagnètic quantificat, etc. que descriu un tipus màxim de coherència i un tipus de comportament clàssic. Erwin Schrödinger el va derivar com un paquet d'ones gaussià de " incertesa mínima" l'any 1926, buscant solucions de l'equació de Schrödinger que satisfacin el principi de correspondència. És un estat d'incertesa mínim, amb l'únic paràmetre lliure escollit per fer que la dispersió relativa (desviació estàndard en unitats adimensionals naturals) sigui igual per a la posició i el moment, cadascun sent igual de petit a alta energia.